# Söne kyrka
Söne kyrka är en kyrkobyggnad som sedan 2006 tillhör Örslösa församling (tidigare Söne församling) i Skara stift. Den ligger i kyrkbyn Söne i Lidköpings kommun.

## Kyrkobyggnaden
Kyrkan uppfördes av fint kvaderhuggen sandsten och bestod ursprungligen bara av ett långhus med ett smalare rakslutet kor i öst. Tillkomsttiden är beräknad med dendrokronologisk metod till tidigast 1197-1199. Koret försågs med ett tunnvalv redan i första byggnadsskedet  och har spår av högklassiskt romansk måleri. Ett torn av natursten uppfördes troligen senare under medeltiden. Ett nytt vapenhus av sten tillkom 1693 och en sakristia av sten 1743. De senare tillbyggnaderna har ett mera oregelbundet murverk. Under 1800-talets slut revs västra väggen mellan kyrkorummet och tornet. En takmålning i långhuset tillkom 1925.

## Inventarier
- En kalkformad dopfunt av romansk typ med figurreliefer är bevarad från byggnadstiden och är troligen tillverkad på Kinnekulle.
- Nuvarande predikstol är från 1692 och har bilder av Jesus och de fyra evangelisterna.
- Altaruppsatsen härstammar från den rivna kyrkan i Håle gamla kyrka och sattes upp vid restaureringen 1925.
- Den järnbeslagna kyrkporten har kulhål som minner om danska härjningar i bygden.
- Kyrkan har två senmedeltida klockor vilka båda saknar inskrifter.[5]

### Orgel
Orgeln på läktaren i väster byggdes 1907 av Carl Axel Härngren medan dess stumma fasad ritades av arkitekt Axel Lindegren. Instrumentet har utökats och omdisponerats, först 1948 av Nordfors & Co och därefter 1972 av samma firma. Orgeln har sju stämmor fördelade på manual och pedal.